# Parafia Miłosierdzia Bożego w Jaworze
Parafia pw. Miłosierdzia Bożego – rzymskokatolicka parafia w Jaworze, znajdująca się w dekanacie jaworskim diecezji legnickiej. Obsługiwana przez księży diecezjalnych. Erygowana w 1990 roku. Kościoły znajdują się przy ulicy Starojaworskiej (stary kościół) i Wojciecha Korfantego (nowy kościół).